# سنه‌کوه
سنه‌کوه، روستایی است از توابع بخش مرکزی شهرستان میاندورود در استان مازندران ایران.
روستای سنه کوه بخاطر واقع شدن در دامنه کوه مشرف بر رودخانه زارم رود در واقع روی سینه کوه  و در زبان مازنی به سینه ، سنه می گویند بنام سنه کوه نامیده شد این اصلی ترین علت نامگذاری این روستاست. اما هر کسی با لهجه و بیان خود هم در طول سالیان متمادی نام سنه کوه را بیان داشته و ثبت شده است.

## جمعیت
این روستا در دهستان کوهدشت قرار داشته و براساس آخرین سرشماری مرکز آمار ایران که در سال ۱۳۸۵ صورت گرفته، جمعیت آن ۸۰نفر (۲۲خانوار) بوده‌است.